# Agnieszka Hekiert

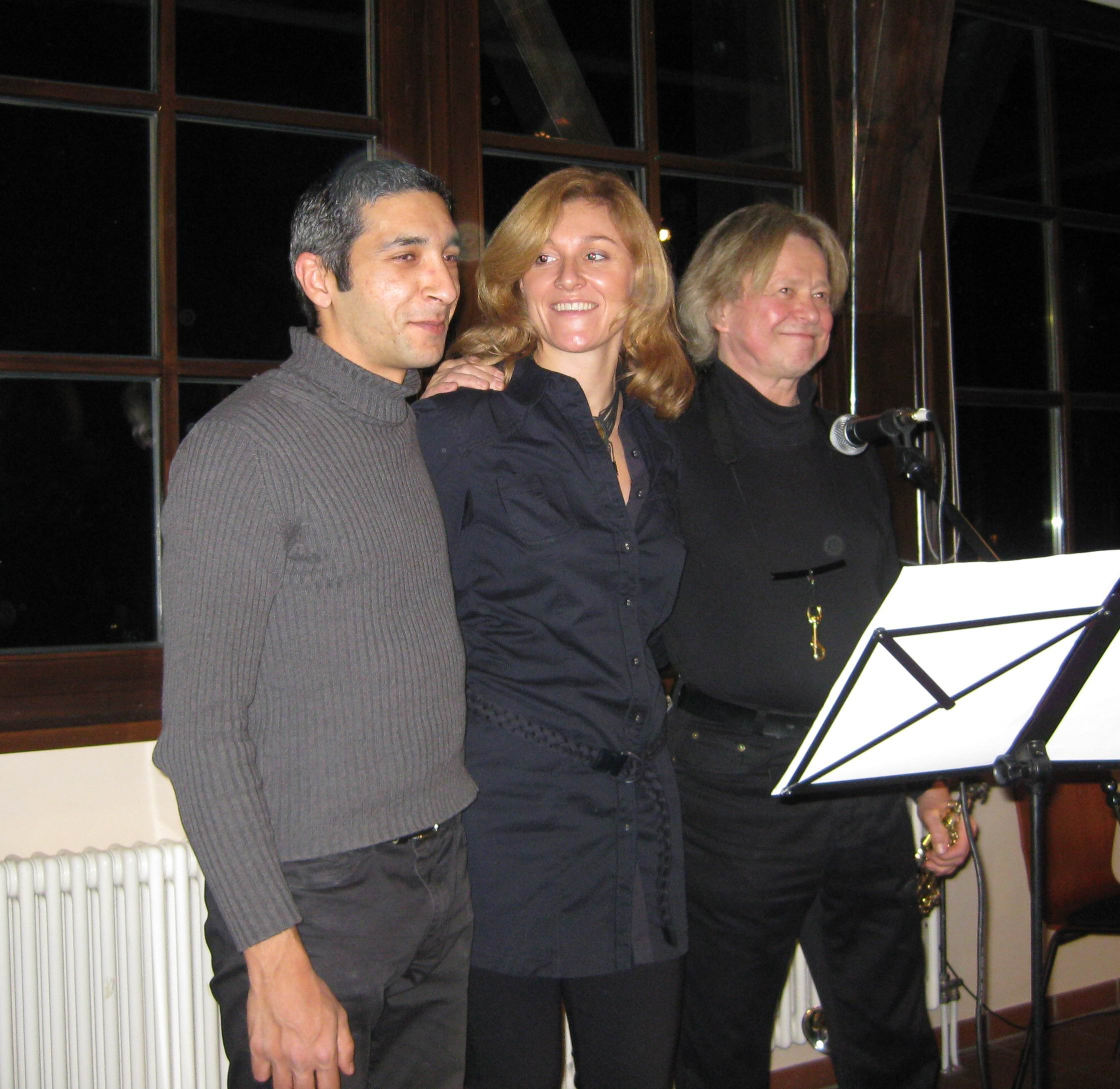
Agnieszka Hekiert (Mitte) mit Konstantin Kostov (l.) und Leszek Zadlo (r.) in Nürnberg (2009)

Agnieszka Hekiert (* 1973) ist eine polnische Jazz- und Popsängerin, Komponistin und Texterin, die in Deutschland lebt.

## Leben
Hekiert studierte an der Musikakademie Kattowitz. 2004 nahm sie mit Krzysztof Herdzin und seinem Trio die CD Night and Day Swing auf. Im Anschluss gab Hekiert Konzerte in Frankreich, Italien, Kroatien, Bulgarien und insbesondere in Deutschland und Österreich, wo sie mit dem Saxophonisten Leszek Zadlo sowie mit Konstantin Kostov und Nevian Lenkov zusammenarbeitet. Das Ergebnis dieser Zusammenarbeit ist das Album European Impressions im Jahr 2009. Im selben Jahr begann Agnieszka die Zusammenarbeit mit dem Sänger Bobby McFerrin, mit dem sie mehrfach im Rahmen des Vocabularies-Projekts aufgetreten ist. Seine Circle-Singing-Methode lehrt sie nun aktiv bei den von ihr geführten Vokal- und Chor-Workshops.
Im Jahre 2011 erhielt Agnieszka eine Einladung zur Teilnahme am Pariser Konzert des Projekts WeBe3, welches Rhiannon, Dave Worm und Joey Blake bilden. 2012 wurde ihr Soloalbum Stories von UNIVERSAL Music veröffentlicht, welches zusammen mit Musikern wie Konstantin Kostov, Cezary Konrad, Robert Kubiszyn, Krzysztof Herdzin, Kuba Badach und dem Atom String Quartett aufgenommen wurde.
2014 trat sie auf dem Notturni Festival in Mailand auf, begleitet von den Künstlern  Jeff Berlin (USA) und Kazumi Watanabe (Japan).
Agnieszka Hekiert ist als Gesangslehrerin und Stimmtrainerin für ihre Arbeit hinter den Kulissen von Fernsehsendungen wie „Das Supertalent“, „X Factor“ oder „Sing wie ein Star“ in Polen bekannt, wo sie  Sänger auf ihre Auftritte vor dem Fernsehpublikum vorbereitet. Darüber hinaus leitet sie eigene Vokalworkshops, in denen sie Improvisation, Rhythmusarbeit, Interpretation, Stimmbildung und Bühnenpräsenz unterrichtet.
Agnieszka Hekiert ist verheiratet und lebt mit ihrem Mann in Bayern.

## Diskografie

### Eigene Alben
- 2019 Soulnation
- 2012 Stories
- 2009 European Impressions (mit Leszkiem Żądło)
- 2004 Night and Day Swing (mit Krzysztof HerdzinTrio)
- 1995 Życie to walka wilka

### Mitarbeit an Alben
- 2007 –  Polish Jazz 2007 – mit dem Lied Night & Day
- 2006 – “The Best of Polish Smooth Jazz” – mit dem Lied “Smile”
- 2005 – Marcin Nowakowski “Smooth Night”
- 2004 – Krzysztof Ścierański “Independent”
- 2000 – Funky Filon “Autorytet”
- 2000 – Soundtrack zum Film “Zakochani”
- 1995 – “Christmas Songs”